# Gällivare
Gällivare ([ˈjɛ̌lːɪvɑːrɛ] Jällivaara en finés: Jellivaara en meänkieli: Jiellevárri y Váhčir en sami) es un municipio sueca situado en el condado de Norrbotten de la Laponia sueca. 
Gällivare está situada a 100 km del polo ártico, en el término norte de la línea ferroviaria Inlandsbanan que sale de Kristinehamn y es el centro del movimiento de primogénico laestadiano
Gällivare está hermanada con Barga en la Toscana, Italia. Los habitantes de la localidad presentan una alta incidencia de insensibilidad congénita al dolor con anhidrosis
Fue sede de la Copa Mundial VIVA 2008. 

## Demografía
| Gráfica de evolución de Gällivare entre 1900 y 2019 |
|                                                     |